# Al-Mustali
Al-Mustali, cunoscut sub numele complet ca Abū'l-Kāsim Aḥmad al-Musta‘lī bil-Lāh, (n. 24 august 1076, Cairo, Califatul Fatimid – d. 10 decembrie 1101, Cairo, Califatul Fatimid) a fost cel de-al nouălea calif fatimid între 1094 și 1101, onorat de secta ismailită Musta'li ca fiind al nouăsprezecelea imam.
Al-Mustali a fost făcut calif de către vizirul al-Afdal Șahanșah și a fost succesorul lui al-Mustansir Billah. În ansamblu, al-Mustali era subordonat lui Șahanșah. O complicație cu alegerea lui al-Mustali a fost faptul că fratele său mai mare, Nizar, a fost considerat de susținătorii lui drept moștenitorul de drept al tronului. Aceasta a dus la o luptă pentru putere între fatimizi și, deși revolta lui Nizar nu a avut succes (încheind cu moartea în închisoare în 1097), abaterile de la regulile de succesiune au provocat o schismă printre musulmanii ismailiți șiiți. În Siria și Iranul conduse de selgiucizi, secta Nizari s-a dezvoltat ulterior.
În timpul domniei lui Al-Mustali, Prima Cruciadă a stabilit Regatul Ierusalimului, Comitatul de Tripoli și Principatul Antiohiei, care au redus puterea fatimizilor în Levant și Palestina. El a fost urmat de fiul său al-Amir bi-Ahkami'l-Lah, după care domnia sectei Mustali sa împărțit din nou înntre Hafizi și Taiabi.